# Neva Masquarade
Neva Masquerade – rasa kota domowego, zaliczana do ras półdługowłosych, pochodząca z Rosji. Uznana przez FIFe w 2008.

## Historia rasy
Historia rasy jest ściśle związana z rasą kotów syberyjskich. Legenda głosi, że pierwsze koty z oznaczeniami pojawiły się w okolicach Petersburga w XVII wieku. Był to efekt samoistnych krzyżówek kotów syberyjskich z niezwykle popularnymi wówczas na arystokratycznych salonach kotami syjamskimi.
Nazwa kotów Neva Masquerade pochodzi od przepływającej przez Petersburg rzeki Newy i od wystawnych balów maskowych, jakie wydawali rosyjscy władcy. Neva ma na pyszczku oryginalną „maseczkę”, która odróżnia ją od innych kotów syberyjskich.
Moda na syjamy przeminęła, ale ślad ich obecności pozostał – co jakiś czas w miotach dziko umaszczonych i wolno żyjących syberyjczyków rodziły się i rodzą do dziś koty o charakterystycznym, syjamskim ubarwieniu.
Pierwszy standard nevy został przygotowany w 1987, w Związku Radzieckim, w klubie „Kofofiej”, któremu przypisywane jest również autorstwo nazwy – Neva Masquerade. 

## Charakter
Nevy charakteryzuje żywy temperament i bogata psychika. 
Błyskotliwie inteligentne, ciekawskie, przyjacielskie i lojalne, bardzo silnie przywiązują się do opiekuna.
Stosunkowo łatwo adaptują się do nowych warunków i dobrze znoszą podróże, tak więc nadają się również na towarzyszy osób lubiących wyjazdy. Są komunikatywne i nieco bardziej głośne niż ich dziko ubarwieni kuzyni (koty syberyjskie). Głos nevy jest bogaty w barwy i dźwięki.
Chętne do zabawy, wspinaczki i skoków, potrzebują wysokobodźcowego otoczenia, stąd też doskonale radzą sobie w licznej (także wielogatunkowej) gromadzie. Nie ma w nich cienia agresji; raczej unikają bójek i domowych konfliktów.

## Kolory
Obecnie dopuszczalne są wszystkie odmiany barwne oprócz koloru czekoladowego, liliowego, cynamonowego i płowego. Dopuszczalna jest każda ilość bieli. Kocięta rodzą się całkiem białe, bez barwnych znaczeń.
Barwa oczu: Wyłącznie w kolorze niebieskim.